# Cincinnati Open 1976
Il Cincinnati Open 1976 è stato un torneo di tennis giocato sulla terra rossa. È stata la 75ª edizione del Cincinnati Open, che fa parte del Commercial Union Assurance Grand Prix 1976. Il torneo si è giocato a Cincinnati in Ohio negli USA, dal 12 al 18 luglio 1976.

## Campioni

### Singolare
Roscoe Tanner ha battuto in finale  Eddie Dibbs con il punteggio di 7–6, 6–3

### Doppio
Stan Smith /  Erik Van Dillen hanno battuto in finale  Eddie Dibbs /  Harold Solomon con il punteggio di 6–1, 6–1